# Schildia microthorax
Schildia microthorax là một loài ruồi trong họ Asilidae. Schildia microthorax được Aldrich miêu tả năm 1923. Loài này phân bố ở vùng Tân nhiệt đới.